# Trương Công (1992)
Trương Công (sinh ngày 10 tháng 4 năm 1992) là một cầu thủ bóng đá người Trung Quốc hiện tại thi đấu cho Quảng Châu Phú Lực tại Giải bóng đá Ngoại hạng Trung Quốc.

## Sự nghiệp câu lạc bộ
Năm 2011, Trương Công bắt đầu sự nghiệp bóng đá chuyên nghiệp khi anh gia nhập đội bóng Giải hạng Nhất Trung Quốc Thẩm Dương Trung Trạch. Ngày 26 tháng 7 năm 2014, anh ghi bàn thắng đầu tiên trong chiến thắng 2-0 trên sân nhà trước Viện Công nghệ Bắc Kinh. Anh đã trở thành một cầu thủ tự do vào cuối mùa giải 2014 sau khi Thẩm Dương Trung Trạch giải thể.
Tháng 3 năm 2016, Trương Công gia nhập đội bóng Giải hạng Nhất Trung Quốc Đại Liên Siêu Việt. Ngày 13 tháng 3 năm 2016, anh có trận đấu ra mắt cho Đại Liên trong chuyến làm khách thắng 3-1 trước Thượng Hải Thân Hâm, vào sân từ băng ghế dự bị thay cho Quyền Hằng ở phút 66. Ngày 23 tháng 7 năm 2016, anh ghi bàn thắng đầu tiên cho đội bóng trong trận derby Đại Liên mà Đại Liên Siêu Việt đã bảo toàn thắng lợi 2-1 trước Đại Liên Nhất Phương.
Ngày 19 tháng 11 năm 2016, anh chuyển đến thi đấu cho đội bóng Giải bóng đá Ngoại hạng Trung Quốc Quảng Châu Phú Lực. Ngày 4 tháng 3 năm 2017, anh có trận đấu ra mắt cho câu lạc bộ trong chiến thắng 2-0 trên sân nhà trước Thiên Tân Quyền Kiện, vào sân thay cho Trần Chí Chiêu ở phút 86.

## Thống kê sự nghiệp
Tính đến 11 tháng 11 năm 2018 
| Thành tích câu lạc bộ | Thành tích câu lạc bộ  | Thành tích câu lạc bộ              | Giải đấu | Giải đấu  | Cúp     | Cúp       | Cúp Liên đoàn | Cúp Liên đoàn | Châu lục | Châu lục  | Tổng cộng | Tổng cộng |
| Mùa giải              | Câu lạc bộ             | Giải đấu                           | Số trận  | Bàn thắng | Số trận | Bàn thắng | Số trận       | Bàn thắng     | Số trận  | Bàn thắng | Số trận   | Bàn thắng |
| Trung Quốc            | Trung Quốc             | Trung Quốc                         | Giải đấu | Giải đấu  | Cúp FA  | Cúp FA    | Cúp CSL       | Cúp CSL       | Châu Á   | Châu Á    | Tổng cộng | Tổng cộng |
| --------------------- | ---------------------- | ---------------------------------- | -------- | --------- | ------- | --------- | ------------- | ------------- | -------- | --------- | --------- | --------- |
| 2011                  | Thẩm Dương Trung Trạch | China League One                   | 19       | 0         | 2       | 0         | -             | -             | -        | -         | 21        | 0         |
| 2012                  | Thẩm Dương Trung Trạch | China League One                   | 5        | 0         | 3       | 0         | -             | -             | -        | -         | 8         | 0         |
| 2013                  | Thẩm Dương Trung Trạch | China League One                   | 5        | 0         | 1       | 0         | -             | -             | -        | -         | 6         | 0         |
| 2014                  | Thẩm Dương Trung Trạch | China League One                   | 18       | 4         | 1       | 0         | -             | -             | -        | -         | 19        | 4         |
| 2016                  | Đại Liên Siêu Việt     | China League One                   | 25       | 1         | 1       | 0         | -             | -             | -        | -         | 26        | 1         |
| 2017                  | Quảng Châu Phú Lực     | Giải bóng đá Ngoại hạng Trung Quốc | 13       | 0         | 0       | 0         | -             | -             | -        | -         | 13        | 0         |
| 2018                  | Quảng Châu Phú Lực     | Giải bóng đá Ngoại hạng Trung Quốc | 11       | 0         | 4       | 0         | -             | -             | -        | -         | 15        | 0         |
| Tổng cộng             | Trung Quốc             | Trung Quốc                         | 96       | 5         | 12      | 0         | 0             | 0             | 0        | 0         | 108       | 5         |